# Araneus pogisa
Araneus pogisa este o specie de păianjeni din genul Araneus, familia Araneidae. A fost descrisă pentru prima dată de Marples, 1957.
Este endemică în Samoa. Conform Catalogue of Life specia Araneus pogisa nu are subspecii cunoscute.